# Kenrick Ellis
Kenrick Ellis (10 dicembre 1987) è un giocatore di football americano giamaicano che gioca nel ruolo di nose tackle per i New York Giants della National Football League (NFL). Fu scelto nel corso del terzo giro (94º assoluto) del Draft NFL 2011 dai New York Jets. Al college ha giocato a football alla University of South Carolina e alla Hampton University.

## Carriera professionistica

### New York Jets
Ellis fu scelto dai New York Jets nel corso del terzo giro del Draft 2011. Debuttò come professionista il 17 ottobre 2011 contro i Miami Dolphins e partì per la prima volta come titolare la settimana successiva contro i San Diego Chargers. Terminò la sua stagione da rookie con 5 presenze (2 come titolare) e 7 tackle. Nella seconda stagione, Ellis disputò 12 gare, 2 come partente, con 18 tackle.

### New York Giants
Il 18 marzo 2015, Ellis firmò un contratto annuale con i New York Giants.

## Statistiche
| Partite totali      | 47  |
| Partite da titolare | 5   |
| Tackle              | 53  |
| Sack                | 1,0 |
| Intercetti          | 0   |

Statistiche aggiornate alla stagione 2014